# Theodore von Kármán

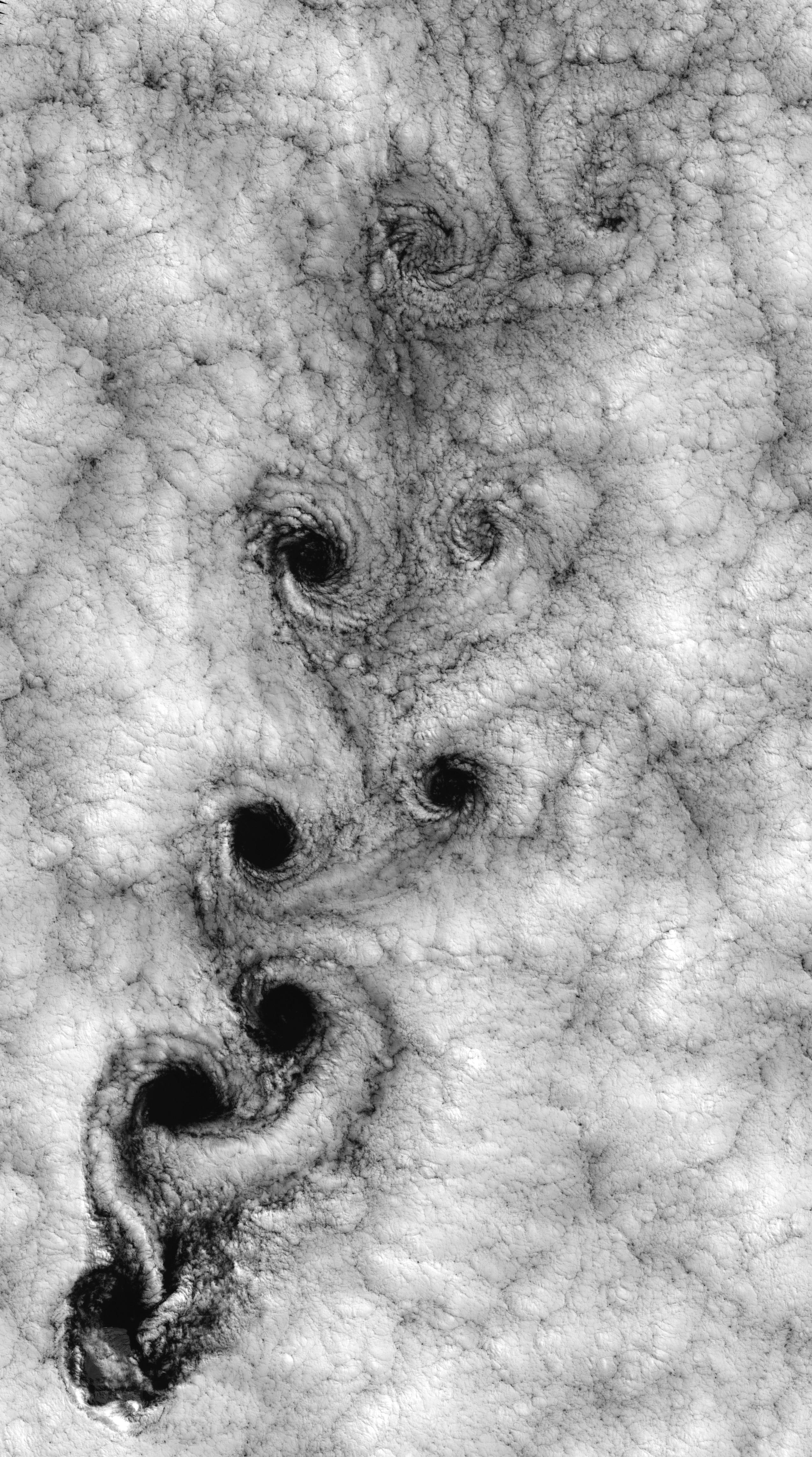
Satellitbild av en virvelgata vid en ö i Stilla havet.

Theodore von Kármán, ursprungligen Kármán Tódor, född 11 maj 1881 i Budapest, död 7 maj 1963 i Aachen, var en ungersk-amerikansk forskare inom aerodynamik och flygteknik. Han byggde upp Jet Propulsion Laboratory i Pasadena Kalifornien och hans namn förknippas med Karmanlinjen och virvelgator.

## Biografi
von Kármán studerade till ingenjör vid tekniska universitetet i Budapest, där han tog examen 1902. Därefter sökte han sig till universitetet i Göttingen för att under Ludwig Prandtls handledning avlägga doktorsexamen 1908. 
Hans livslånga intresse för flygplan startade 1908, när han under ett besök i Frankrike såg Henri Farman genomföra en flyguppvisning utanför Paris med ett flygplan. Sedan han hade återvänt till universitetet i Göttingen som lärare, blev han kontaktad av personer som arbetade med greve von Zeppelins luftskepp. von Kármán fick som uppgift att försöka minska luftskeppets luftmotstånd. Hans upptäckter av betydelsen inom strömlinjeformen ansågs banbrytande.
År 1913 utsågs han till chef för den aerodynamiska fakulteten vid tekniska högskolan i Aachen, där han byggde upp ett stort forsknings laboratorium med en vindtunnel. Här räknade han fram vingprofilerna för Junkers första monoflygplan. 
När första världskriget bröt ut, anmälde sig von Kármán för tjänstgöring i Österrike-Ungerns armé, där han krigsplacerades som forskare. Hans forskning ledde till några försök att ersätta spaningsballonger med en farkost som fungerar som dagens helikopter. Men freden kom innan någon prototyp var färdigställd och bidraget för vidare forskning drogs in. Efter kriget anställdes han som konsult vid Junkers, där han till stor del arbetade med fabrikens patenttvister mot andra flygplansfabriker som använde Junkers konstruktionslösning på vingen. Samtidigt arbetade han som konsult med konstruktionen av Zeppelins Los Angeles som skulle levereras till US Navy.
Under ett besök i USA 1926 besökte han California Institute of Technology där han hjälpte till att organisera den nya Daniel Guggenheim Graduate School of Aeronautics och Guggenheim Aeronautical Laboratory. Tillsammans med sin syster Pipo besökte han ett stort antal amerikanska universitet där han gästföreläste i aerodynamik. Han ansåg dock själv att höjdpunkten under besöket var mötet med Orville Wright. Den växande nazistiska rörelsen kombinerat med den antisemitiska rörelsen gjorde att von Kármán accepterade en tjänst som lärare i Kalifornien. 1930 utsågs han till chef för Guggenheim Laboratory och chef för Guggenheim Airship Institute i Akron, Ohio. När Jack Northrop besökte honom för att genomföra vindtunneltester på flygplanet Alpha, kunde han visa att små förändringar kunde medföra betydande prestandaförbättringar.
Vindtunneltester på passagerarflygplanet DC-1 vid Guggenheim Laboratory medförde att strömlinjeformen ökades och flygplanets toppfart kunde ökas. När flygplanet kom ut på marknaden satte den ett nytt transkontinentalt hastighetsrekord. DC-1 visade vägen till den större DC-3 som utsattes för ett hundratal vindtunneltester på Guggenheim Laboratory.
När general Henry "Hap" Arnold 1936 satte upp en grupp inom Army Air Corps för att forska inom flyg, aerodynamik, och raketer knöt han von Kármán till gruppen. 
När andra världskriget bröt ut forskade von Kármán på användandet av raketer för framdrivning av flygplan. I mitten på 1941 försåg han ett litet flygplan med sex raketer. Efter att det blev luftburet med hjälp av en katapult brände man av raketerna för att driva det framåt. Någon månad senare försågs flygplanet med 12 raketer, och efter att piloten slagit på raketerna lättade flygplanet från marken, och USA första raketdrivna Jato flygplan var ett faktum. 
För att kunna påskynda utvecklingen av militära flygplan behövdes en större vindtunnel. Med stöd från "Hap" Arnold byggdes världens största vindtunnel vid Wright Field. Samtidigt som tunneln byggdes arbetade von Kármán som konsult åt Lockheed, där han hjälpte till att lösa några komplicerade problem med jaktflygplanet P-38 Lightning. Han arbetade även med de första utkasten på experimentflygplanet Bell X-1, som senare bröt ljudvallen.
Efter framgången med Jato-raketerna bildade von Kármán och hans medarbetare företaget Aerojet Engineering Company 1942 för att kunna massproducera raketer. Företagets krigsproduktion omfattade bland annat Holy Moses, som var en stridsraket som kunde avfyras från ett flygplan. Jack Northrop, som ville bygga ett raketdrivet flygplan, kontaktade företaget och von Kármán efter att han hört om de lyckade försöken med Jato. Flygplanet skulle konstrueras som ett jaktflygplan med sin främsta uppgift att attackera tyska bombflygplan på väg mot England. Samarbetet ledde till flygplanet Rocket-Wing, som blev en av flygvapnets mest bevarade hemligheter under 1940- och 1950-talen. Första flygningen genomfördes 1944, när Rocket-Wing bogserades upp till cirka 3000 meters höjd. Där tände man raketerna och experimentflygplanet visade sig bli en stor framgång. 
Under hösten 1943 fick han på uppdrag av Army Ordnance Department utveckla långdistansraketen Private. Raketen följdes av Corporal som blev det första taktiska långdistansvapen i US Army. Senare kombinerades hans raket med en V-2 raket, och blev den första amerikanska raket som nådde yttre rymden.
När andra världskriget närmade sig sitt slut ombads han i hemlighet av Hap Arnold att bilda en grupp av vetenskapsmän som skulle dra upp riktlinjerna för den framtida forskningen inom flygvapnet. von Kármán bildade gruppen Army Air Forces Scientific Advisory Group där han till en början var ordförande. Några veckor före krigsslutet for gruppen på general Arnolds order till Europa, för att ta del av den tyska forskningen och framgången inom raketer, aerodynamik och flygplansteknologi. I Tyskland förhörde man hundratals forskare, och läste igenom över en miljon forskningsdokument. Gruppens slutsats var att kunskapen om interkontinentala raketer redan var känd, men ingen tillverkning var igång. På ett hemligt aerodynamiskt forskningscentrum hittade man data om betydelsen av bakåtsvepta vingar när flygplanen flög nära ljudhastigheten. För sitt arbete i Tyskland tilldelades han Army Air Force's Meritorious Civilian Service emblem.
von Kármán drog sig bort från den akademiska världen 1959 och utsågs till professor emeritus vid California Institute of Technology.

## Utmärkelser
När President Kennedy tilldelade honom en medalj blev han den första mottagare av den nya medaljen United States National Medal of Science.
Nedslagskratern Von Kármán på månen och nedslagskratern Von Kármán på planeten Mars är uppkallade efter honom.